# BEAST BIND 魔獣の絆 R.P.G
『BEAST BIND 魔獣の絆 R.P.G』（ビーストバインド まじゅうのきずな）は、現代を舞台としたテーブルトークRPGである。1999年8月に小学館から「これが日本最後のオリジナルTRPG!!」というキャッチコピー付きで出版された。ゲームの原案は河嶋陶一朗、システムデザインおよびライティングを藤浪智之が、世界観パートを海法紀光が担当している。

## 概要
現代社会を舞台とするが、この世界には人狼や吸血鬼といった、人間以外の魔物が実在している。ただし、その存在を知っている人間はごく少数に限られる。魔物の多くは人間をはるかに超越する能力やワザを持つ。魔物の中には、普段は人の姿をとり、人間社会の中で人と関わりながら生きているものもいる。これらは半魔と呼ばれる。
魔物の中には強大な力を持ち、悪魔になるものがいる。悪魔は自分が作り出した世界を支配している。この世界をドミニオンという。

## システム
プレイヤーズ・キャラクター(PC)は半魔となる。PCは魔物としての側面と、人間としての側面を持つ。魔物はあらかじめいくつかの種族(アーキタイプ)が用意されており、PC作成時にその中から選択する(独自にアーキタイプを作成して遊ぶことも可能である)。
PC全員に共通した目的や立場が一切決められていないのもゲーム的な特徴であり、PCは「人間ではない存在」という以外には一切の共通点はない。PCたちに共通の敵なども存在していない。そのため非常にキャラクター表現の自由度が高い反面、シナリオを作るのが困難だという意見もある。

### 魔物と人間
魔物の能力と人間の能力は、別個のものである。経験点も、魔物の経験点と人間の経験点は別に得る。セッション開始時にゲームマスターはプレイヤーに、スピリチュアル・アンカー(SA)を提示する。SAとは『心の拠りどころ』と称され、PCが人間として生きていくための指標とするものである。プレイヤーは、SAを果たせば人間経験点を得る。果たせなければ(あるいは果たさなければ)魔物経験点を得る。なお、経験点を得るのはプレイヤーでありPCではない。すなわち本ゲームはプレイヤー経験点方式である。
一般に、魔物の能力やワザ(業)は人間の能力やワザ(技)と比較すると強力である。人間の姿のときは人間の能力値が適用されるため、魔物の能力値を使うには魔物としての本性(姿や形だけではなく存在的な異質の存在としての本性を含む)を晒す必要がある。しかしそれは、PCが魔物である事を第三者に認知させてしまう可能性があり、人間としての生活を脅かす事になるかもしれない危険性を孕んでいる。
人の姿でありながら限定的に魔物としてのワザ(業)を発揮する手段をとる事も選択肢にあるが、力を制御できず暴走する可能性も秘めている。
また魔物を知らぬ一般人が、魔物を見た際に錯乱状態や精神疾患に陥る事もあり、注意を常に払わなくてはならない。

### エゴと絆／罪と愛
キャラクターはエゴと絆という2つの値を持つ。エゴは自分自身の欲求や願望を表す。エゴは各能力(知性・感情・肉体)ごとに設定され、エゴの合計が魔物の能力値になる。一方、絆は他者との関係を表す。絆の合計はクリティカル時の達成値になる。
このようにエゴや絆の高さは能力や行動判定に影響するが、一方で、エゴが高すぎると、自身の欲望に逆らい難くなり、欲望のままに動いてしまう可能性が高くなる(エゴに流される)。また、絆が高すぎると、対象のキャラクタからの命令や要望を断り難くなり、他者の言われるままに動いてしまう可能性が高くなる(絆に流される)。
判定によりエゴに流された場合は、罪を1点獲得する。また、絆に流された場合は、愛を1点獲得する。獲得した罪や愛は様々なことに使うことができる。例えば、罪を使うと自分の行動判定を有利にできる。また、愛を使うと他のキャラクターの行動判定を有利にできる。
ちなみに、キャラクターが持つ性癖や依存症、PTSD等、あるいは毒や呪い等に関しても抵抗の意思力という意味合いから「擬似絆(パラバインド)」として絆に値を持たされる場合がある。こちらは該当する絆に流されたとしても愛を獲得する事は出来ない。

### 人間性
半魔であるキャラクターは、人間性と呼ばれる値を持つ。この値は、そのキャラクターがどれだけ人間らしいかを指しており、人間性の低下によって「顔が青白い」や「毛深くてヨダレがよく垂れている」から「あの人が通るとたまに白い羽根が落ちてる」といったように、次第に本性を隠し切れなくなってしまう。
この人間性の値が枯渇した者は「奈落へ堕ちる」か、「悪魔となる」かの2択が迫られる。悪魔と成るに相応しく無い者はすべて奈落へと落ちてしまう。
また人の姿をしたまま魔物としてのワザ(業)を振るう際の制御に関しても、この値を基準に判定が求められる。

## アーキタイプの種類

### 魔物アーキタイプ
キャラクターの魔物としての顔を現す「魔物アーキタイプ」は吸血鬼や人狼といった伝奇バイオレンス作品で多くみられるごくスタンダードなものもあれば、「どこかの漫画や小説に出てくる特定のキャラクター」を強く意識しているマニアックなものまである。
この部分が一部の人間から「俗悪なパクリ」などと呼ばれることもあるが、「元ネタを見れば、アーキタイプのイメージがすぐつかめる」という部分はユーザー間のイメージの共有に時間をかけないためにわざと行っている部分であることが製作スタッフへの雑誌インタビューなどで語られている。
- 人狼: 「大自然を守る闘士」という設定があり、『ワールド・オブ・ダークネス』の影響を強く受けている。
- 吸血鬼: 人類社会の裏で「血族」社会を構成しているという設定があり、人狼同様『ワールド・オブ・ダークネス』のオマージュである。
- 魔剣: 自我を持った道具。付喪神。応用で「魔剣を所持した人間」を演じることもできる。またヴァリエーションとして、同じく自我を持つ器物としての「魔導書」を作成するデータも掲載されている。
- 寄生体: 宇宙から飛来してきた寄生型エイリアン。オマージュ元は『寄生獣』だが、食欲のように情報を嗜好するという特性を持ち、特技も情報収集系に富む。
- 降りた天使: 天界からなんらかの理由で落ちてしまった落ちこぼれの天使。善行を積んでいつか天界に還える日を夢見ている。
- 自動人形: アンドロイド。イラストではメイド型。
- 夢蝕み: いわゆるサキュバス。淫魔である。
- バステトの子ら: 猫耳を生やした獣人。特技の名称は「猫パンチ」「夏への扉」「シュレディンガーの猫」など、「猫」にちなむ言葉で構成されている。
- 半魚人: オマージュ元は『インスマスの影』。
- 森の乙女: 擬人化された植物の精霊。いわゆるエルフ。
- 鬼: 日本列島の先住種族。額から生えた角が特徴的で自然を愛し巨躯を持つ。
- 魔王の息子: オマージュ元は『怪物くん』。他にもオオカミ男（人狼）とドラキュラ（吸血鬼）とフランケン（造られた怪物）もPCで再現できる。
- 死神: 本能的に死と虚無を求める影。オマージュ元は『ブギーポップ』。
- 伝説の住人: 現実世界に飛び出してきた、フィクションの中の登場人物たちのこと。噂や都市伝説から生まれた妖怪もここに含むまれる
- 竜: いわゆるドラゴンではなく東洋の竜。古代神として、短命なほかの生物を見下す存在。
- 地獄の道化師: いわゆる悪魔。特に『ファウスト』のメフィストフェレスを意識している。
- 造られた怪物: オマージュ元は『フランケンシュタイン』。
- 妖精: サプリメントである『ミレニアム』に収録。
- 増殖体: サプリメントである『ミレニアム』に収録。オマージュ元は『強殖装甲ガイバー』など。

また、以下は、他のTRPGデザイナーがデータ作成した、ゲストアーキタイプとして掲載されているものである。
- 黄道十二宮の天使（菊池たけし・作）: 『セブン＝フォートレス』および『エイスエンジェル』に出てくる守護天使が元ネタ。「黄道十二宮のうち蟹座の天使」という設定なためカニアーマーと蟹光線も再現されている。
- 電脳魔術師（鈴吹太郎・作）: 『トーキョーN◎VA』でハッカーをあらわすスタイルである「ニューロ」が元ネタ
- もたざるものシェアレス（伏見健二・作）: 『ブルーフォレスト物語』に出てくる萌えゴブリン「ゴブリナ」が元ネタ
- 彷徨える少女（柳川房彦・作）: 「『世界名作劇場』の主役ヒロイン」を人外の魔物として解釈したアーキタイプ。『赤毛のアン』や『愛少女ポリアンナ物語』を元にした特技がそろっている。
- ダメ人間（和栗あきら・作）: 変身ヒーロー、特に『スーパーマン』ことクラーク・ケントをオマージュしたアーキタイプ。ヒーローに変身していない間は平均的な人間以上に無能者であるように演じなくてはならないというのが特徴

### 人間アーキタイプ
半魔の人間としての顔、あるいは普通の人間を表すサンプルデータとなる「人間の姿」は、基本ルールブックにおいて47種類の「職業パック」として用意されていた。これらは「高校生」「ビジネスマン」など、日常における姿を意味したもので、魔物と直接対峙するには脆弱な存在として設定されていた（「傭兵」「テロリスト」などの特殊な職業、あるいは「バステトの子ら」専用の「猫」——表の顔を人間ではなく普通の猫に設定できる——などはあるが、魔物に対して非力という点では同じ）。またデータ上も魔物に対してずっと少ない。
これに対してサプリメント『ミレニアム』には魔物アーキタイプと同等のデータ量と強力な能力を持つ「人間アーキタイプ」が導入された。「宗教系の退魔組織」「政府の対魔物機関」「魔物を営利に用いる企業エージェント」など、背景世界の設定に応じた「魔物と戦う力を持つ人間」を表すアーキタイプ、また「異能者（魔物の姿に変身できないが、超能力やスタンドとして魔物の力を振るう人間）」や「無垢なる者（自分が魔物であることを知らず、多重人格や無意識の暴走として力を振るう）」といった特殊な半魔のあり方を示すアーキタイプなど、17種が収録されている。
以下『ミレニアム』に収録された人間アーキタイプを記す。（B）印は、基本ルールにあった設定が『ミレニアム』で具体的なデータとなったもの。
- SEALS: 都市下の地下水脈世界で、半魚人との戦闘や折衝を行う、水道局内の秘密組織。『ミレニアム』で追加された新組織。
- 警察庁死霊課（B）: 警察組織内の秘密の対魔物機関。
- 自衛隊退魔部隊（B）: 自衛隊内の秘密の対魔物部隊。魔物事件を極秘のうちに解決するというスタンスは死霊課と同じだが、目的のためには民間人の犠牲すらやむなしという過激で強硬な姿勢をとる。
- ノア・クルセイダーズ（B）: 表向きは自然保護団体である過激なカルト教団。魔物を「保護」しようとする狂信者たち。
- 法王庁第13課（B）: キリスト教系の対魔物機関。イメージ元は『HELLSING』。リプレイでは平野耕太のPCが演じていた。
- 龍華会（B）: 仏教系の対魔物機関。
- メルキセデク怪物利用機関（B）: 巨大複合企業内の秘密部署。秘密裏に魔物を捕獲して解剖・実験をし、製品開発に役立てている。
- ブルカ電子工業（B）: 魔物「自動人形」の秘密を得ようとするロボット工業企業。
- メディア: 新聞社やTV局。社会的な注目を恐れる魔物にとっての脅威となる。
- ナチス残党（シャイロック）（B）: 第三帝国の復興を標榜し、油断できない商売をする闇の商人。
- トレジャーハンター（B）: 「魔的危険物」の回収を生業とする冒険家。
- ロシア正教・魔狩修道僧（B）: ロシア正教の対魔物機関。《ウォトカ》《核》など、ロシア独特のワザも持つ。
- ピュタゴラス機関（B）: 西洋魔術系の秘密結社。異形や悪魔を召喚するワザを持つ。
- 比良坂流古神道（B）: 神道系の組織。異端の神道であり、日本古来のワザを使う。
- 異能者: 「魔物の姿に変身せず、魔物の業を使う」という特殊なスタイルのためのアーキタイプ。魔物アーキタイプとの組み合わせが前提となっている。
- 無垢なる者: 「自分では意識せず、魔物に変身してしまう」という特殊なスタイルのためのアーキタイプ。魔物アーキタイプとの組み合わせが前提となっている。
- 死せる者: 死者や亡霊。魔物アーキタイプと組み合わせると、いわゆるアンデッドが再現できる。

### スペシャル・アーキタイプ
前述のルールブックやサプリメントに収録されたアーキタイプの他に、各種イベントでチラシとして配布されたり、雑誌の記事として公開された「スペシャル・アーキタイプ」が存在した。下記のスペシャル・アーキタイプのうち「執行者」「召喚獣」「忍者」「魔女」「マッドサイエンティスト」「決闘者」「強化人間」の7種は、後にゲーム・フィールドのゲーム情報誌『ゲーマーズ・フィールド別冊　井上純弌の世界』に再録されている。これらスペシャル・アーキタイプの多くは、他のTRPGとのコラボレーションを強く意識しており、相互の干渉による市場の振興を狙っていたといえる（「日本最後のオリジナルTRPG」の節も参照）。また、「人間に身をやつした魔物」という作品本来の設定には収まりきらぬ実験的な作品もあり、本ゲームシステムの可能性に対する意欲もうかがえる。
- 鎧（ヨロイ）: 井上純弌自身の代表作『天羅万象』に登場する巨大人型兵器。1999年夏のコミックマーケットで配布。本家の『天羅万象』のPCである「ヨロイ乗り」ではなく、立場は「ヨロイ」であることが特徴。
- 魔女と猫: 小さな店と使い魔の猫を持つ魔女。システムデザイナー藤浪智之の作品である『ウィッチクエスト』を意識したアーキタイプ。このアーキタイプのみ、添えられたイラストが佐々木亮のものである。1999年のJGCで配布された。
- 殺戮者: 『ブレイド・オブ・アルカナ』の悪役を本ゲームの魔物として翻案したもの。『ゲーマーズ・フィールド』4thSeason Vol.1に掲載された。データ作成は遠藤卓司が行っている。
- 執行者: 宇宙から来た武装司法官。宇宙刑事シリーズやウルトラシリーズなどのオマージュ。M2社のPBM情報誌『ディスカヴァリー』61号に掲載。
- 召喚獣: 特定の主に召喚され付き従う魔物。『マジック:ザ・ギャザリング』、『ポケットモンスター』などを意識しており、火炎系の「赤」と植物系の「緑」の二種類が配布された。1999年冬のコミックマーケットで配布。
- 化狐: 恩返しのために人里に出てきた妖狐。『ディスカヴァリー』62号に掲載。
- マッドサイエンティスト: 常識を超越した狂的科学者。『ディスカヴァリー』64号に掲載。
- 忍: 現代の闇に生きる忍者。『ディスカヴァリー』66号に掲載。
- 人形使い: 『深淵』の魔族の使徒。スザク・ゲームズのゲーム情報誌、『別冊FSGI』第5号に掲載。このときの記事は『深淵』とのコラボレーションであり、同一のお題をそれぞれのシステムでどう表現するかというものであった。データ作成は朱鷺田祐介が行っている。
- 決闘者: 人間アーキタイプ。倒した魔物をカードに封じ、そのカードでゲームを行う術士。『デュエルファイター刃』や『遊☆戯☆王』が主なモチーフである。2000年夏のコミックマーケットで配布。
- R.E.L.I.C.: 人間アーキタイプ。古代文明の危険な遺跡を封印する調査員。『ブルーローズ』（朱鷺田祐介デザインのTRPG）、あるいはそのイメージ元である『スプリガン』が主なモチーフである。スザク・ゲームズのゲーム情報誌『TRPG:サプリ』1号に掲載。
- 強化人間: 人間アーキタイプ。人体改造や特殊な訓練で、潜在能力を限界まで引き出された人間。『装甲騎兵ボトムズ』など諸作品における強化人間、あるいは『高機動幻想ガンパレード・マーチ』が主なモチーフである。2000年冬のコミックマーケットで配布。
- 風水師: 人間アーキタイプ。風水術で周囲の運気を操る魔術士。サプリメント『ミレニアム』の追加ルールに基づき、周辺環境のデータを操作する能力を持つ。『TRPG:サプリ』2号に掲載。
- 転生者: 人間アーキタイプ。転生しながら前世の記憶を武器に戦う。『輪廻戦記ゼノスケープ』をモチーフとする。『TRPG:サプリ』3号に掲載。
- 機動警察: 人間アーキタイプ。対魔物の武装をした警察官。『仮面ライダーアギト』の「仮面ライダーG3」が主なモチーフとされる。2001年夏のコミックマーケットで配布。公式サイトでファンからアイデアを募集した企画でもあり、投稿者もクレジットされている。
- 転校生: 人間アーキタイプ。突如として学校に現れ、破天荒な言動で波乱をもたらす。『特命転攻生』が主なモチーフとされる。『TRPG:サプリ』4号に掲載。

## 誤植
基本ルールブックのカバー裏表紙部分には「BEAST BIND」と赤文字が配置されるところが、「A」が抜けており「BEST BIND」と表記されていた。これは第2刷で修正されている。